# Ilia Andreïevitch Khrjanovski
Ilia Andreïevitch Khrjanovski (en russe : Илья́ Андре́евич Хржано́вский), né le 11 août 1975 à Moscou, est un réalisateur de films, producteur, scénariste et membre de L'Académie européenne du cinéma. Son père Andreï Yourievitch Khrjanovski (1939) est un des plus célèbres réalisateurs de films d'animation en Russie; sa mère Maria Froïmovna Neyman est une philologue et lectrice-analyste de scénarios. Il est petit-fils du peintre et comédien Iouri Khrjanovski (ru) (1905–1987).

## Biographie
En 1992–1993, il a étudié à la faculté de peinture de l'Académie de beaux arts de Bonn. En 1998, il est diplômé du département de réalisation de l'Institut national de la cinématographie S. A. Guerassimov (VGIK, atelier de Marlen Khutsiev),.
De 1998 à 2002, il travaille dans le cinéma publicitaire. Il produit également un projet de série télévisée pour la chaîne TNT, La Liste des amoureux de la fédération de Russie, qui lui ouvre les portes des du festivals du film russes et internationaux, à commencer par la Berlinale.
Réalisateur du film 4, du projet multidisciplinaire d’art et de cinéma Dau, directeur artistique (2020–2023) du Centre de commémoration de l'Holocauste de Babi Yar,,, producteur des films de Sergei Loznitsa sur Babi Yar et d'autres. Les projets de Khrjanovski ont participé à d'importants festivals internationaux tels que le Festival international du film de Rotterdam, la Berlinale, la Mostra de Venise, le Festival de Cannes, le Festival du film de Londres, le Festival du film de Jérusalem, etc.,, et ont été récompensés par ces festivals, ainsi que par l'Académie européenne du cinéma,, le prix international professionnel d’excellence sur l’Internet Webby Award, le Red Dot Design Award, le Dezeen Award récompensant les meilleurs projets d'architecture, d'intérieur et de design au monde.
Dès 2007, Khrjanovski, qui a quitté la Russie, a résidé en Allemagne, en Ukraine et au Royaume-Uni.
En mars 2014, il a signé la lettre ouverte «Nous sommes avec vous!» publiée par l’Union des cinéastes et des organisations et associations cinématographiques professionnelles de Russie KinoSoyouz en soutien de l’Ukraine,,, et depuis février 2022 il faisait une opposition systématique à l’invasion de l'Ukraine par la Russie.
En mars 2022 il réside en Israël.

## Carrière

### Débuts
Entre 1998 et 2002, Khrjanovski a travaillé en tant que réalisateur et producteur, en publicité commerciale  publicité commerciale en particulier, et il a créé La liste des amoureux de la Fédération de Russie pour TNT (chaîne de télévision russe), une série télévisée par des réalisateurs vedettes russes. En 2003, ce projet a figuré dans les programmes de la Berlinale  et d’autres festivals de cinéma russes et internationaux.

### 4
Le film 4 (2004), basé sur un scénario de Vladimir Sorokine, est, selon ses propres termes, «un film sur la métaphysique russe, sur les paradoxes de la mentalité russe, sur les gens modernes qui ont perdu leur biographie et ne peuvent pas la retrouver, sur les mensonges qui sont devenus la boutique préférée de nos contemporains où ils choisissent régulièrement leurs toilettes du soir, sur le fossé total entre la ville et la campagne, entre les gens et les animaux, entre le noir et le blanc». Le jury du Festival de Rotterdam a attesté 4 comme «un cauchemar dévastateur qui nous entraîne dans un état flou entre mensonge et vérité. Ilia Khrjanovski a fait preuve d'un grand courage en choisissant ce sujet et en montrant la désintégration d'une société qui se dévore elle-même». Très bien accueilli par la critique, le film a reçu plus de dix prix internationaux, dont le Prix du Tigre au Festival du film indépendant de Rotterdam, le Grand prix du jury du meilleur nouveau réalisateur au Festival international du film de Seattle, une nomination pour le Prix Fassbinder, etc. Il a été inclus dans les programmes officiels de plus de 50 festivals de cinéma internationaux, dont ceux de Venise, Rotterdam, Los Angeles, Seattle et Tribeca.
Il est devenu le premier film de l'ère post-soviétique à ne pas recevoir de certificat de distribution en Russie, les cinéastes auraient dû procéder à des coupes de censure — en conséquence, le film est sorti en version limitée,. Quand même, il a été distribué au Royaume-Uni, en France, en Italie, aux Pays-Bas, en Belgique, aux États-Unis, ainsi qu'en Scandinavie et en Asie du Sud. Dans 4, Khrjanovski travaille avec des artistes non professionnels: à la fois des personnalités culturelles, telles que Leonid Fedorov, Alexei Khvostenko, Sergueï Chnourov et des «personnes ordinaires», un principe qui sera mis en œuvre dans Dau.

### Phenomen Filmset leSoldat de papier
En 2005, Khrjanovski est devenu cofondateur de la société de production Phenomen Films, qui a développé et produit le Soldat de papier (2008) d'Alexeï Guerman fils, un film acclamé par la critique, qui a remporté, entre autres, le Lion d'argent de la meilleure réalisation et le prix Osella pour la meilleure photographie lors de la 65e édition de la Mostra de Venise. Il a également été nommé pour le meilleur directeur de la photographie au Prix du cinéma européen.
En 2009, Khrjanovski a cofondé Phenomen-Ukraine et en 2010, Phenomen Berlin Filmproduktions GmbH (Allemagne).

### Le projetDau
Article détaillé: Dau
DAU est un projet multidisciplinaire à l'intersection du cinéma, de l'art et de l'anthropologie qui a été présenté pour la première fois à Paris en 2019. DAU a été initialement conçu comme un long métrage sur la vie d'un génie dans une période troublée, vaguement basé sur la biographie du physicien soviétique et lauréat du prix Nobel Lev Landau (surnommé Dau),,,,.
Cependant, le processus de tournage s'est transformé en une «performance totale» et une «installation totale» plutôt qu'en un tournage conventionnel.
En 2008, à Kharkiv, en Ukraine, le plus grand lieu de tournage d'Europe, d'une superficie de 12 000 m2, appelé l'Institut, a été construit dans le cadre du projet. La manière dont le lieu a fonctionné et a été utilisé lors du tournage a suggéré des parallèles entre DAU et des projets tels que Synecdoche, New York et The Truman Show,,.
Les auditions pour DAU ont impliqué 392 000 non-acteurs,. 200 à 300 non-acteurs vivaient à tout moment sur le plateau et environ 400 ont été filmés, dont des scientifiques, des musiciens, des artistes, des compositeurs, des chefs religieux et des philosophes, ainsi que des serveuses, des nettoyeurs, des agents de la police secrète, des cuisiniers et des coiffeurs,,,. 40 000 unités de costumes ont été faites et achetées pendant le tournage,.
L'architecture, les costumes, les objets et la nourriture ont créé une reconstitution fantasmagorique de l'ère soviétique des années 1930 à 1960,,,,. Le processus non scénarisé a été filmé par intermittence d'octobre 2009 à novembre 2011, période pendant laquelle aucun vêtement moderne, y compris les sous-vêtements, aucun produit sanitaire moderne ni aucun autre objet ou vocabulaire moderne n'était autorisé sur le plateau et les costumes, maquillages et coiffures d'époque étaient exigés de tous, y compris de l'équipe, que le tournage ait lieu ou non,,,,. Sans scénario ni prises, les personnages agissaient et réagissaient dans les circonstances méticuleusement conçues, restant parfois sur le plateau pendant des mois,,,.
Tous, à l'exception de Dau (le chef d'orchestre Teodor Currentzis), de sa femme (l'actrice Radmila Chtchegoleva), de leur fils (comme jeune adulte — le musicien Nikolaï Voronov) et de Krupitsa, directeur de l'institut de 1938 à 1953 (le metteur en scène Anatoli Vassiliev), vivaient à l'Institut sous leurs propres noms. Leurs biographies réelles ont été adaptées aux réalités soviétiques,,.
Parmi les employés et les invités de l’Institut —  des physiciens théoriciens, biologistes et neurobiologistes, entre autres David Gross, lauréat du prix Nobel, Shing-Tung Yau, lauréat de la médaille Fields, Nikita Nekrassov, Dmitri Kalédine, Andreï Losev, Samson Chatachvili, Carlo Rovelli, Erik Verlinde, James H. Fallon, autant que des artistes médiatiques et de performance, dont Marina Abramović, Carsten Höller, Boris Mikhaïlov, Peter Sellars, Romeo Castellucci, Alexei Blinov, et les personnes spirituelles comme Rav Adin Steinsaltz, chaman péruvien Guillermo Arévalo et d’autres,.
En résultent 700 heures de pellicule format 35 mm tournées,,,. 13 films de différents genres montés à partir de ce matériel ont été présentés à la première parisienne en 2019,. Le "film mère" qui se concentre sur l'histoire de la vie de Dau, l'Institut n'étant que l'une des axes de sujet à venir,,.
Les voix dans les films ont été interprétées par Gérard Depardieu, Willem Dafoe, Isabelle Adjani, Fanny Ardant, Isabelle Huppert, Charlotte Rampling, Hanna Schygulla, Vicky Krieps, Lars Eidinger, Blixa Bargeld, Denis Lavant et d’autres artistes.
Le genre du projet est défini par les critiques comme un «théâtre/film/installation immersif tentaculaire», une «téléréalité totalitaire», «pas seulement un film ou un théâtre mais aussi des performances d'improvisation site-spécifique» et aussi comme «toute la culture des années 1930 – 1960».
Outre les films, le projet s'est également manifesté sous d'autres formes, telles que des livres, des conférences et des installations complexes.

### Livres
A la première parisienne des conversations des personnages étaient disponibles, enrégistrées et transcrites lors et hors du tournage,.
Thames & Hudson, en préparant la publication du DAU Document, a recueilli des photos (sélectionnées de 1.5 millions) prises aux plateau avec des caméras Leica de l’ère soviétique et des résultats des expériences scientifiques faites dans le film. Les essais qui explorent de tels thèmes que la nature de la société, le pouvoir, l’amour, les états modifiés de la conscience et la violence entrecoupent le récit visuel chronologique. La section finale comprend 80 000 costumes et accessoires de l’époque, ainsi que des personnages qui populaient le projet, les images de toute la séquence présentées en ordre chronologique.
En 2018, Comme des Garçons a collaboré avec le projet DAU pour publier un album de photographies dans le cadre de leur initiative annuelle de publication du travail d'artistes et de photographes.
En 2018, l'édition spéciale Les Salons DAU at Le Châtelet a été publiée comme «un cadeau à la ville de Paris», contenant les œuvres de Bakst, Larionov et Natalie Gontcharova à côté des fragments d'installations de DAU, avec des avant-propos de la maire de Paris Anne Hidalgo, de la directrice artistique du Théâtre du Châtelet Ruth Mackenzie et d'autres personnes,.

### Conferences
En 2017, une série de conférences a débuté à Londres pour explorer le large éventail de questions culturelles, sociales et politiques soulevées dans DAU,, et s'est poursuivie à Paris lors de la première du projet en 2019.
Parmi les participants des conférences — des historiens, scientifiques, personnalités politiques, diplomates, dont les professeurs Théodore Chanine, en:Alexandre Etkind, Robert Service, James Fallon, le premier président de l’ Ukraine Léonid Kravtchouk, le premier sécretaire d’État de Russie Guennadi Bourboulis, le premier président de la République de Biélorussie Stanislaw Chouchkievitch, ambassadeur britannique en URSS Sir Roderick Braithwaite, ambassadeur de l'Allemagne de l'Ouest en URSS Andreas Meyer-Landrut, l’ancien chef d'état-major général de l'Empire britannique Sir Michael David Jackson, l’ancien directeur de la publicité à Sinn Féin Danny Morrison et d’autres,,.
Les conférences ont eu lieu à l'École économique de Londres,Chambre des communes, Chambre des lords, London Royal Society.
En 2019, lors de la première parisienne du projet DAU, les conférences ont eu la suite, y participant écrivain Jonathan Littell, futurologue Real Milled, professeur de physique, spécialiste de théorie des cordes Nikita Nekrassov, écrivain et critique social Evgueni Morozov, photographe Reza Deghati, écrivain prof. Alexandre Etkind et d’autres.

### Installations complexes
L’Institut. Des installations complexes ont fait partie intégrante du projet, comme l'Institut a fonctionné pendant le tournage, créant une expérience d’immersion pour les visiteurs et les résidents,,.
Berlin. Une installation destinée à la première berlinoise du projet prévue pour 2018 a été annulée par les autorités de la ville en raison de problèmes techniques et de sécurité,. Le dessein consistait à reconstruire une partie du mur de Berlin pour créer «un mini-État fermé, avec contrôle des visas pour les visiteurs». Sur ce territoire fermé, les visiteurs devaient s'immerger dans des performances et des concerts d'artistes tels que Romeo Castellucci, Carsten Höller, Massive Attack et en particulier une performance de Marina Abramović et Teodor Currentzis qui avaient une idée de laver les gens en faisant référence à la procédure dans les camps de concentration, quand on disait aux prisonniers emmenés aux caméras à gaz qu'ils allaient prendre une douche. Le point final de l'événement devait être la destruction du mur, chaque participant emportant un morceau avec lui.
La première du projet à Paris a également pris la forme d'une installation au Théâtre du Châtelet et au Théâtre de la Ville, qui avaient tous les deux accueilli les Ballets russes de Serge de Diaghilev un siècle plus tôt, ainsi qu'au Centre Pompidou, qui a également fourni des œuvres d'artistes soviétiques et russes issues de sa collection Kollektsia!. Les projections de films 24 heures sur 24 étaient accompagnées de performances, de concerts, d'installations et de conférences; les visiteurs pouvaient également se rendre dans une cantine, des bars, une boutique soviétique et participer à des séances individuelles avec des «auditeurs actifs»,,.

### Dau.Digital
Khrjanovski affirme que les films ne sont que des bandes-annonces de ce qu’il appelle le projet principal Dau.Digital, une plateforme interactive en ligne qui comporte le tout des 700 heures d’épreuves de tournage, ou l’utilisateur navigue par le moyen des tags et peut structurer son propre narratif,. Ce format a été offert également aux visiteurs lors de la première parisienne.

## Babi Yar
En 2019, Khrjanovski a accepté le poste de directeur artistique offert par le Conseil de surveillance du Centre de commémoration de l'Holocauste de Babi Yar,.
En septembre 2020, à l'occasion du 79e anniversaire de la tragédie de Babi Yar et en présence du président ukrainien Volodymyr Zelensky, le Centre a dévoilé une installation commémorative audiovisuelle en plein air,.
En janvier 2021, le Centre a présenté le dessein créatif du mémorial, par suite du travail d'un groupe international d'architectes, d'historiens, de conservateurs de musée, d'artistes et de chercheurs sur l'Holocauste reconnus en Ukraine et dans le monde. Khrjanovski a dirigé le dessin du projet.
Le 14 mai 2021, le jour de commémoration des Ukrainiens qui ont sauvé des Juifs pendant la Seconde Guerre mondiale, le mémorial a inauguré un synagogue pop-up en présence du chef de cabinet de la présidence ukrainienne Andriy Yermak, du Premier ministre ukrainien Denys Chmyhal, du grand-rabbin d'Ukraine Moche Reuven Asman et d'autres représentants de l'État, diplomates, chefs religieux et activistes culturels et sociaux,,. En octobre 2021, le projet a reçu le prix international Dezeen d'architecture, gagnant aussi le vote public pour le Bâtiment culturel de l'année,.
En juillet 2021, Ilia Khrjanovski avec la participation de Marina Abramović a présenté le concept final du Centre de commémoration de l'Holocauste et les plans de son développement lors du forum panukrainien «Ukraine 30. Politique humanitaire» avec Volodymyr Zelensky qui a annoncé le calendrier du projet.
Le 6 octobre 2021, en présence des présidents d’Ukraine, d’Israël et d’Allemagne, l'installation interactive Mur de pleurs en cristalde Marina Abramović, commandée par le Centre, a été dévoilée,,. La cérémonie accompagnée de la Symphonie no 13 de Dmitri Chostakovitch interprétée pour la première fois à Babi Yar par l'Orchestre symphonique allemand de Berlin, a été liée au 80e anniversaire de la tragédie.
Les projets du Centre ont été également récompensés par le Webby Award, le prix Dodd des droits de l'homme et d’autres prix; une série d’articles consacrés au Centre a obtenu le prix d'excellence en journalisme juif.
En 2021, Khrjanovski a produit le documentaire de Sergei Loznitsa Babi Yar. Contexte. Le film a remporté l'Œil d'or au Festival de Cannes, un prix du Festival de Jérusalem, du 57e Festival international du film de Chicago, du Festival de Londres. Le documentaire a reçu le Grand Prix du Centaure d'or au Festival international du film Message à l'homme  et a été présélectionné pour les Prix du cinéma européen comme le meilleur documentaire.
En septembre 2023, Khrjanovski a déclaré publiquement qu'il avait quitté le poste de directeur artistique du Centre de commémoration au début de l'année, expliquant que «la guerre a changé et continuera de changer beaucoup la perception et l’œuvre de la culture de la mémoire en Ukraine» et que «dans le contexte actuel, l'étape de son activité est terminée» et il «ne considère pas qu'il soit juste de travailler en Ukraine sans y vivre physiquement ou partager tous les ennuis et les dangers avec la société ukrainienne». La déclaration a été commentée sur les médias sociaux par Natan Sharansky, le chef du conseil de surveillance de la Fondation charitable du Centre, prisonnier du régime soviétique, militant des droits de l'homme, qui a mentionné notamment «qu'il est difficile de surestimer votre contribution à ce projet le plus important pour le peuple juif et pour l'Ukraine».

## Attitudes sociales et politiques
En mars 2014, Khrjanovski a signé la lettre ouverte «Nous sommes avec vous!» publiée par l’Union de cinéastes de Russie KinoSoyouz en soutien de l’Ukraine,,, en réaction à l'invasion russe de la péninsule de Crimée et, depuis février 2022, il s'est toujours opposé à l'invasion russe de l'Ukraine.
Le 24 février 2022, Khrjanovski est devenu initiateur et un des premiers signataires de l'appel de réalisateurs, d'écrivains, de journalistes, d'artistes, de scientifiques et d'éditeurs demandant de «mettre fin à cette guerre»,. Par la suite, des centaines de citoyens russes se sont joints à l'appel. Initialement publié sur la page Facebook de Mikhail Zygar et ensuite sur certains autres médias en ligne, le texte a été retiré de partout après l'entrée en vigueur, le 4 mars 2022, de la «loi infox».
Le même jour, Khrjanovski s'est joint à l'appel des principaux cinéastes russes lancé par le KinoSoyouz.
Le 3 mars 2022, lors d'une émission en direct sur la chaîne de télévision Dojd (La Pluie) commentant le tir de missile russe sur Babi Yar, Khrjanovski a lancé que «l'Ukraine entière s'est transformée en Babi Yar».
L'interview que Volodymyr Zelensky a accordée aux journalistes de l'opposition russe le 27 mars 2022 a été organisée à l'initiative de Khrjanovski,.

## Critiques
Depuis la première parisienne de DAU en 2019, les méthodes de Khrjanovski ont été critiquées, en particulier l'engagement et le travail avec des non-acteurs.
En avril 2020 une ébauche de la présentation du concept créatif du Centre de commémoration de l’Holocauste de Babi Yar a été divulgué à la presse, qui l’a livrée comme une solution finale,. Un scandale a éclaté: des journalistes et des écrivains ont appelé à la révocation de Khrjanovski, en se référant aux suppositions faites sur le projet DAU,  Le chef du conseil scientifique, Karel Berkhoff, et la directrice générale, Yana Bariniva, ont quitté le projet en signe de protestation contre l'approche qui ressortait du concept,. En réponse, le Centre de commémoration a publié une déclaration disant: «Toutes les accusations adressées aujourd'hui à Ilia Khrjanovski sont fondées sur des émotions et des pensées subjectives construites sur des spéculations et des suppositions» et a appelé les médias et le public à «être objectifs et équilibrés».
Le 27 mai 2020, The Jerusalem Post a publié un article par Khrjanovski disant : «Cette iterprétation n’a absolument rien de commun avec l’esprit artistique que je cherche à mettre en œuvre dans le projet». Il a souligné également sa fidelité inaltérable au cadre du narratif historique élaboré par des savants ainsi que la différence entre les méthodes appliquées pour DAU qui est le projet d’art et celles propres à traiter la mémoire de la tragédie de Babi Yar.

## Prix et distinctions

### L’arrêt d'autobus(1998) (Co-réalisé avec Artyom Mikhalkov)
- Prix de jury, court métrage, prix de Primagaz Group, Festival international du film à Saint-Pierre-des-Corps, France (1999)
- Prix de jury, Festival international du film de Kiev Molodist, Ukraine (1999)[108]
- Prix de jury, film d’étudiant ou de débutant, Festival Sainte Anne, Moscou, Russie(1999)

### 4(2004)
- Tigre d’or et Cactus d’or, Festival international du film de Rotterdam (2005)
- Meilleur réalisateur, Festival international du cinéma indépendant de Buenos Aires (2005)
- Grand Prix du Jury, meilleur nouveau réalisateur, Festival international du film de Seattle (2005)
- Meilleur film et meilleure photographie, Festival international du film de Transylvanie (2005)
- Meilleur réalisateur, Festival international du film d’Athènes (2005)
- Nommé pour le Prix Fassbinder (2005)

### DAU(2019)
- Sélectionné pour le Marché du film européen, Sofia, Bulgarie (2005)[109]
- Sélectionné comme l'un des 18 meilleurs projets mondiaux à l'Atelier du Festival de Cannes (2006)[110]
- Parmi les 10 meilleurs projets au Festival international du film CineMart (2006, Rotterdam, Pays-Bas)[111]
- 4e sur les 10 meilleurs films de 2019 sélectionnés par le magazine Iskoustvo Kino[112]
- Ours d'argent pour une contribution artistique exceptionnelle lors du 70e Festival international du film de Berlin au directeur de la photographie Jürgen Jürges(2020)[113]
- Dau. Degeneration — second dans le classement des critiques de la Berlinale (2020)[114]
- Dau. Degeneration — premier dans la liste des meilleurs films du premier semestre 2020 par le magazine en ligne indépendant pour le cinéma, cinema&TV Film plus Kritik[115]
- Dau.Natasha — sélection de longs métrages 2020 par l'Académie européenne du cinéma(2020)[14]
- Dau.Natasha — Académie européenne du cinéma: Natalia Berezhnaya nommée meilleure actrice européenne 2020
- Dau. Degeneration — Grand Prix, Festival du film d’auteur de Belgrade (2020)[116]
- Dau.Natasha — sélection officielle, Festival du film européen de Seville (2020)[117]
- Dau.Natasha — sélection officielle, Festival du film européen de Palić (2020)[118]
- Dau.Natasha — sélection officielle, Festival international du film de Riga (2020)
- Dau. Degeneration — sélection officielle, Festival du film d’Ostrava (2020)[119]
- Dau. Degeneration — 3e récompense internationale du film «Orient/Occident. Arche d’or», meilleure photographie, Jürgen Jürges(2021)[120]

### Centre de commémoration de l'Holocauste de Babi Yar
- Simon Rockower Award»  — prix d'excellence pour les écrits sur le patrimoine juif et le peuple juif en Europe décerné à Israël Kasnett pour une série d'articles sur Babi Yar et le Centre de commémoration de l'Holocauste de Babi Yar[91] (2022)
- Bâtiment culturel de l'année: Prix international Dezeen d'architecture[121](2021)
- Grand Prix Red Dot Award: Brands & Communication Design pour le martyrologe des victimes de la guerre russo-ukrainienne[16] (2022)
- Webby Winner: les sites web et mobiles des organizations caritatives/non lucratives[15] (2023)
- People's Voice Winner: les sites web et mobiles des organizations caritatives/non lucratives (2023)
- Le prix Thomas J. Dodd, justice internationale et les droits de l’homme[90](2023)

### Babi Yar. Contextepar Sergueï Loznitsa
- L'Œil d'or au Festival de Cannes (2021)[122]
- Prix Chantal Akerman du meilleur documentaire étranger, Festival du film de Jérusalem (2021)[11] (2021)
- Silver Hugo Prize du meilleur documentaire, 57e Festival international du film de Chicago (2021)[93]
- Mention spéciale, Festival du film de Londres (2021)[12]
- Prix du cinéma européen du meilleur documentaire, présélection (2021)[13]
- Grand Prix du Centaure d'or au Festival international du film Message à l' homme[123] (2021)